# ジェフ・スミス (イギリスの現代音楽作曲家)
ジェフ・スミス（Geoff Smith、1966年 - ）は、イギリスの作曲家、著述家、研究者。歌手である妻のニコラ・ウォーカー・スミス（Nicola Walker Smith、1964年 - ）とともに、クラシック系の現代音楽の楽曲を作曲し、録音しており、また、1995年には著書『New Voices: American Composers Talk about Their Music』（別題『American Originals: Interviews with 25 Contemporary Composers』）。スミスの作曲作品は、「ミニマリスト」、「ポップ・クラシック」などと評されており、（上の世代の）同時代人であるフィリップ・グラスやスティーヴ・ライヒと対比されてきた。
スミスの作曲作品の歌詞は、伝統的な英語の詩文や、エミリー・ブロンテ、ジョン・キーツ、クリスティーナ・ロセッティ、パーシー・ビッシュ・シェリー、エリザベス・シダルなどイギリスのロマン派詩人たちの作品から素材を得ている。
スミスは、イングランド出身の作曲家、コントラバス奏者のギャヴィン・ブライアーズに師事していた。
14年間にわたり活動を休止していた期間を経て、新たに編成し直されたジェフ・スミス・バンドは2014年はじめに、新たな楽曲数曲の録音を行い、「SoundCloud」を通して公開した。新たなジェフ・スミス・バンドの編成は、ジェフ（ピアノ、キーボード）、ニコラ（ボーカル）の夫妻と、エイドリアン・アトリー（ギター、ベース）、ジェイムズ・ウッドロウ、クライヴ・ディーマー（ドラムス）。

## ディスコグラフィ

### アルバム
- Gas Food Lodging (Kitchenware, 1993)
- 15 Wild Decembers (Sony Classical, 1995)
- Black Flowers [credited to The Geoff Smith Band] (Sony Classical, 1997)

### EP盤
- Six Wings (Blissout/Fifteen Wild Decembers/Possess Me/Six Wings of Bliss) (Sony Classical, 1995)
- Six Wings of Bliss (Sound Factory Vocal Mix/Strings of Bliss/Sound Factory Vocal Dub/Voice in the Dark Mix) [remixes by Junior Vasquez and Ronnie Ventura] (Epic, 1995)
- Six Wings of Bliss (New Remixes: Factory Mix/Tribal Dub/Indian Summer Mix/Far Removed Dub/Ambient Dub Edit) [remixes by Junior Vasquez and Ronnie Ventura] (Epic, 1995)

### その他の録音
- The Garden [Nicola Walker Smith] (Kitchenware, 1991)
- Spaces and Places [Simon Emmerson] (Sargasso, 2009)